# Billericay
Billericay [ˌbɪləˈrɪki]  ist eine in Essex gelegene Stadt im Bezirk Basildon in England mit rund 33.000 Einwohnern.
Der Überlieferung nach fand ein Treffen der Pilgrim Fathers in Billericay statt, bevor diese mit der Mayflower nach Amerika übersetzten. In vielen Bereichen des öffentlichen Lebens wird durch Namensgebung dieser Umstand gewürdigt. So gibt es das Mayflower-Haus, Mayflower-Taxis und die Mayflower Hall.
Die Stadt wird im Lied „Billericay Dickie“ der Band Ian Dury and the Blockheads besungen.

## Politik
Parlamentsabgeordneter von Billericay ist John Baron von der Conservative Party. Vorher war Theresa Gorman die Vertreterin der Stadt, eine konservative Rebellin, die sich dem Vertrag von Maastricht widersetzte. In seiner Geschichte war Billericay immer eine Hochburg der Konservativen. Weder die Labour Party noch die Liberal Democrats (oder deren Vorgänger) erlangten erwähnenswerte Erfolge.

## Wirtschaft
Wichtiger Arbeitgeber in der Nähe ist ein Entwicklungszentrum von Ford.

## Städtepartnerschaften
Partnerstädte sind die US-amerikanischen Städte Fishers in Indiana und Billerica in Massachusetts sowie die französische Stadt Chauvigny im Département Vienne.

## Söhne und Töchter der Stadt
- Henry Selby Hele-Shaw (1854–1941), Ingenieur und Professor an der Universität von Liverpool
- Francis Thomas Bacon (1904–1992), Ingenieur (Entwicklung von alkalischen Brennstoffzellen)
- Ralph Izzard (1910–1992), Journalist
- Chris Haywood (* 1948), Theater- und Filmschauspieler
- Neal Asher (* 1961), Science-Fiction-Autor
- Alison Moyet (* 1961), Popsängerin
- Vom Ritchie (* 1964), Schlagzeuger der deutschen Punk/Rock-Band Die Toten Hosen
- Kevin Painter (* 1967), professioneller Dartspieler
- Robert Denmark (* 1968), Langstreckenläufer
- Mark Foster (* 1970), Schwimmer
- Richard Osman (* 1970), Fernsehmoderator und Autor
- Ben Wheatley (* 1972), Filmregisseur und Drehbuchautor
- Russell Tovey (* 1981), Schauspieler, wuchs in der Stadt auf